# Cicadetta brevipennis
Espèce
Cicadetta brevipennis, la cigale à ailes courtes, cigale littorale ou cigale des collines, est une espèce d'insectes de l'ordre des hémiptères, de la famille des Cicadidae (cigales).
Elle est localisée en France dans les Pyrénées-Orientales selon l'INPN. Cette espèce est très semblable à la cigale des montagnes (Cicadetta montana), la cymbalisation très aigüe et à peine audible permet de les distinguer grâce à des enregistrements.